# Palpita citrina
Palpita citrina es una especie de polillas perteneciente a la familia Crambidae descrita por Herbert Druce en 1902.
Se encuentra en Ecuador y Costa Rica.